# Бабајић
Бабајић је насеље у Србији у општини Љиг у Колубарском округу. Према попису из 2022. било је 369 становника.
Овде се налази Подрум Лукић.

## Демографија
У насељу Бабајић живи 387 пунолетних становника, а просечна старост становништва износи 42,1 година (41,8 код мушкараца и 42,4 код жена). У насељу има 142 домаћинства, а просечан број чланова по домаћинству је 3,47.
Ово насеље је великим делом насељено Србима (према попису из 2002. године).
|  |

| Демографија | Демографија | Демографија |
| Година      | Становника  | Становника  |
| ----------- | ----------- | ----------- |
| 1948.       | 656         |             |
| 1953.       | 649         |             |
| 1961.       | 644         |             |
| 1971.       | 627         |             |
| 1981.       | 503         |             |
| 1991.       | 531         | 524         |
| 2002.       | 493         | 510         |

| Етнички састав према попису из 2002.‍ | Етнички састав према попису из 2002.‍ | Етнички састав према попису из 2002.‍ | Етнички састав према попису из 2002.‍ | Етнички састав према попису из 2002.‍ |
| ------------------------------------ | ------------------------------------ | ------------------------------------ | ------------------------------------ | ------------------------------------ |
|                                      |                                      |                                      |                                      |                                      |
| Срби                                 | Срби                                 |                                      | 489                                  | 99,18%                               |
| Црногорци                            | Црногорци                            |                                      | 1                                    | 0,20%                                |
| непознато                            | непознато                            |                                      | 2                                    | 0,40%                                |

| Година пописа     | 1948. | 1953. | 1961. | 1971. | 1981. | 1991. | 2002. |
| ----------------- | ----- | ----- | ----- | ----- | ----- | ----- | ----- |
| Број домаћинстава | 140   | 134   | 150   | 154   | 133   | 140   | 142   |

| Број чланова      | 1  | 2  | 3  | 4  | 5  | 6  | 7 | 8 | 9 | 10 и више | Просек |
| ----------------- | -- | -- | -- | -- | -- | -- | - | - | - | --------- | ------ |
| Број домаћинстава | 27 | 30 | 19 | 24 | 16 | 15 | 5 | 6 | 0 | 0         | 3,47   |

| Пол    | Укупно | Неожењен/Неудата | Ожењен/Удата | Удовац/Удовица | Разведен/Разведена | Непознато |
| ------ | ------ | ---------------- | ------------ | -------------- | ------------------ | --------- |
| Мушки  | 201    | 51               | 130          | 14             | 4                  | 2         |
| Женски | 212    | 33               | 130          | 41             | 8                  | 0         |
| УКУПНО | 413    | 84               | 260          | 55             | 12                 | 2         |

| Пол    | Укупно                    | Пољопривреда, лов и шумарство | Рибарство                            | Вађење руде и камена | Прерађивачка индустрија       |
| ------ | ------------------------- | ----------------------------- | ------------------------------------ | -------------------- | ----------------------------- |
| Мушки  | 130                       | 58                            | 0                                    | 8                    | 21                            |
| Женски | 100                       | 63                            | 0                                    | 1                    | 10                            |
| УКУПНО | 230                       | 121                           | 0                                    | 9                    | 31                            |
| Пол    | Производња и снабдевање   | Грађевинарство                | Трговина                             | Хотели и ресторани   | Саобраћај, складиштење и везе |
| Мушки  | 4                         | 7                             | 5                                    | 0                    | 10                            |
| Женски | 0                         | 1                             | 10                                   | 1                    | 4                             |
| УКУПНО | 4                         | 8                             | 15                                   | 1                    | 14                            |
| Пол    | Финансијско посредовање   | Некретнине                    | Државна управа и одбрана             | Образовање           | Здравствени и социјални рад   |
| Мушки  | 0                         | 2                             | 9                                    | 0                    | 2                             |
| Женски | 0                         | 2                             | 2                                    | 2                    | 3                             |
| УКУПНО | 0                         | 4                             | 11                                   | 2                    | 5                             |
| Пол    | Остале услужне активности | Приватна домаћинства          | Екстериторијалне организације и тела | Непознато            | Непознато                     |
| Мушки  | 1                         | 0                             | 0                                    | 3                    | 3                             |
| Женски | 0                         | 0                             | 0                                    | 1                    | 1                             |
| УКУПНО | 1                         | 0                             | 0                                    | 4                    | 4                             |